# Maja Eriksson
Maja Valborg Eriksson, född 1 mars 1991 i Karlskrona, är en svensk handbollsspelare (vänsternia).

## Karriär
Maja Erikssons handbollskarriär började i Flottans IF i Karlskrona där hon spelade under sina ungdomsår. Då hon var nitton år valde hon att spela för Lundklubben H43/Lundagård som just avancerat till elitserien. Efter en bra debutsäsong med 56 mål i lundalaget valde hon att fortsätta sin karriär i dåtida toppklubben Skövde HF. Hon kom sedan att spela i Skövde i fem säsonger mestadels som vänsternia och i mittförsvar eller som tvåa i försvaret. Hon drabbades av skador i Skövde i handen och axeln, 2014-2015. Säsongen 2015-2016 var hennes bästa i Skövde HF då hon kom trea i skytteligan med 114 mål.
På våren 2016 blev Eriksson klar för danska Team Tvis Holstebro. Hon beskrev det som "En dröm jag haft i hela mitt liv" när hennes proffskontrakt var klart. Under hösten 2016 blev Maja Eriksson uttagen i bruttotruppen till EM 2016 men hon kom inte med i den slutliga truppen. Hennes debutsäsong i danska ligan gick bra. Hon blev uttagen i omgångens lag i februari 2017 efter att gjort 6 mål mot Nyköping Falster.
Efter två år i Danmark återvände Eriksson till svenska SHE och valde att spela för Göteborgsklubben Önnereds HK. Hon spelade i Önnered i två år men valde sedan att spela för Skara HF 2020. Hon spelade i Skara HF i två år men sen avslutade hon sin handbollskarriär.